# Histaspes (oracle)
Histaspes, (antic persa 𐎻𐏁𐎫𐎠𐎿𐎱, Vištāspa; grec antic: Ὑστάσπης, Hustáspēs, llatí: Hystaspes), va ser un rei de Mèdia, seguidor de Zoroastre o Zaratustra, que es menciona als Gathas un llibre religiós mazdaista, atribuït al mateix Zoroastre, la part més antiga de l'Avesta i considerats els textos més sagrats de la fe zoroàstrica.
Al segle i aC van circular uns «oracles d'Histaspes» atribuïts a Histaspes, rei de Mèdia abans de la guerra de Troia redactats en grec, que anunciaven la caiguda de Roma. Alguns autors creuen que aquestes profecies no són anteriors a la derrota de Mitridates VI Eupàtor i la conquesta de Síria per Pompeu (64 aC), on els amics del rei o funcionaris de l'Imperi Part, animaven a seguir la lluita contra els romans. Pausànias explica que a l'Àsia Menor hi havia una colònia persa on hi actuaven mags. En aquests oracles es deia també que la vida de la humanitat duraria set mil anys, i que durant els sis mil primers hi hauria una lluita entre el bé i el mal per dominar la terra. Al sèptim s'imposaria el mal i tot serien calamitats, fins que Ahura Mazda enviés a Mitra per establir una època daurada. Al vuitè mil·lenni arribaria una època on només els justos tindrien l'eterna beatitud.
Diversos autors cristians es van referir a aquesta profecia. Lactanci diu que el rei Histaspes va explicar un somni estrany d'un nen, que ell havia interpretat: «L'Imperi i el nom de Roma seran desterrats del món». Fa un resum de gran part de l'oracle que segons ell coincidia amb les idees de l'escatologia cristiana, i que van ser els dimonis els que van alterar el text de la profecia d'Histaspes, atribuint a Júpiter el que ha de fer Déu. Insisteix en dir que l'oracle, després de parlar de la maldat dels últims temps, anuncia la fi del món. Justí el Màrtir deia que no es podia parlar ni transmetre l'oracle d'Histaspes, perquè estava prohibit sota pena de mort. A l'Imperi Romà, durant el segle ii circulava una versió cristianitzada de l'oracle, on s'al·ludia directament a Jesucrist. Climent d'Alexandria atribueix a Pau de Tars una cita d'Histaspes, però segurament es tracta d'algun text apòcrif atribuït a l'apòstol.